# Cypriotiska kriget

Slaget vid Lepanto 1571.

Cypriotiska kriget (italienska: Guerra di Cipro), även kallat fjärde osmansk-venetianska kriget, utspelade sig mellan juni 1570 och mars 1573 mellan osmanska riket och republiken Venedig. Venedig fick stöd av heliga ligan, som hade bildats av påven och bestod av Spanien (med Neapel och Sicilien), Republiken Genua, hertigdömet Savojen, Malta, storhertigdömet Toscana, och andra italienska stater. 
Kriget utlöstes av den osmanska invasionen av Cypern, som då tillhörde Venedig. Huvudstaden Nicosia och de övriga städerna på ön erövrades, men Famagusta lyckades hålla stånd och belägringen av Famagusta varade i elva månader innan staden i augusti 1571 erövrades av turkarna och hela ön därmed erövrades av Osmanska riket. Venedig och heliga ligan vann i slaget vid Lepanto två månader sedan, men lyckades inte dra fördel av sin vinst, och turkarna samlade sin flotta och tvingade Venedig att söka fred, vilket slutade i att Cypern erkändes som en osmansk provins och Venedig betalade en tribut på 300 000 dukater.